# Eyaks
Els eyaks són una tribu índia del grup na-dené, que s'autoanomenaven Unalakmiut. El seu nom prové de l'inuit chugach iiyiaraq "coll", per la forma de llac que té la part del riu on viuen.
Vivien a la costa del sud Pacífic d'Alaska, entre la desembocadura del riu Cooper i les muntanyes Saint Elias. Els supervivents actuals viuen a Prince William Sound (Alaska).

## Demografia i costums
El 1954 potser eren uns 200 individus. El 1980 n'hi havia uns 300. A la vila nadiua Eyak només el 8,3% eren nadius d'Alaska. Segons dades de la BIA, a la vila Eyak hi vivien 250 individus, tot i que uns 263 eren apuntats al rol tribal. Segons dades del cens dels EUA del 2000, hi havia 379 eyak, 21 barrejats amb altres tribus, 144 amb altres races i 8 amb altres races i altres tribus. En total, 552 individus.
La seva llengua, ja extinta, es considera com del grup na dené, però no són atapascos. Històricament era parlada a l'Alaska sud-central, a prop de la desembocadura del riu Copper. Marie Smith Jones (14 de maig de 1918 – 21 de gener de 2008) de Cordova va ser l'últim parlant del llengua Eyak, igual que l'última Eyak de sang pura. Degut a la mort dels seus parlants nadius, l'Eyak es va convertir en un símbol en la lluita contra l'extinció de les llengües.
Vivien de la pesca del salmó i de recollir musclos. Culturalment tenen moltes influències dels inuit, per una banda, dels tlingit, per una altra, i dels ahtena i tanaina, per una altra. Es troben dins l'àrea cultural del Nord-oest amb influència esquimal.

## Història
El 1741 foren visitats en nom de Rússia pel danès Vitus Bering. El 1791 estableixen un post comercial a Nuchik, però es negaren a pescar per als russos. El primer informe sobre ells data del 1869, Hyacks o Odiak. Entre ells hi vivien alguns aleuts i tlingits.
El 1889 els EUA construïren una envasadora de peix en el seu territori, i cap al 1906 va arribar el ferrocarril. Gairebé oblidats pels blancs, foren descoberts el 1930 per Federica de Laguna i investigats per ella i pel danès Kaj Birket-Smith, autor del llibre The eyak indians of the Cooper river delta, Alaska (1938). Víctimes del genocidi i de l'aculturació, només trobaren 38 individus capaços de parlar llur llengua.
El 1961 Robert Austerlitz contactà amb els tres darrers parlants de la llengua: Anna Nelson Harry de Yakutat, Lena Nacktan de Còrdova i Marie Smith Jones (1918-2008), filla de Scar, darrer cap eyak, i Minnie Stevens, que foren els informants de Laguna. El 1965 també foren visitats per Krauss, qui publicaria el 1970 un Eyak dictionnary de 4.000 pàgines i 10.000 termes traduïts a l'anglès, així com Eyak texts de folklore i llegendes. Uns d'ells, David Lynn Grimes/Yaxadiliayaxinh, pescador, músic i contador d'històries, i Dune Landark/Jamachakih, recullen tradicions del seu poble. Anna Nelson Harry escriví I·ya·qdalahgayu·,dati'q' lagada'a·linu· —Lament for Eyak.